# .gm
.gm (Gâmbia) é o código TLD (ccTLD) na Internet para a Gâmbia.